# Stanisław Barańczak
Stanisław Barańczak (13. listopadu 1946, Poznaň – 26. prosince 2014) byl polský básník, literární kritik a překladatel, jeden z představitelů generace Nowa Fala (Nová vlna), zvané také Generacja 68 (Generace 68).

## Život
Vystudoval polskou filologii na Univerzitě Adama Mickiewicze v Poznani, kde později také přednášel. Za svou činnost ve Výboru na obranu dělníků (KOR - Komitet obrony robotników) musel v roce 1977 univerzitu opustit a od roku 1981 žil v USA, přednášel na Harvardově univerzitě. Byl také šéfredaktorem časopisu The Polish Review, vydávaného v New Yorku.

## Dílo
Jeho díla doposud nebyla do češtiny přeložena. Některé Barańczakovy básně přeložil Václav Burian. Barańczak je také významným překladatelem (hlavně americké a anglické literatury do polštiny, ale rovněž ruské a polské do angličtiny). Významné jsou zejména jeho překlady Shakespeara do polštiny.
Eseje a básnické sbírky:
- 1968 Korekta twarzy
- 1970 Jednym tchem
- 1971 Nieufni i zadufani. Romantyzm i klasycyzm w młodej poezji lat sześćdziesiątych
- 1972 Dziennik poranny. Wiersze 1967-1971
- 1973 Ironia i harmonia. Szkice o najnowszej literaturze polskiej
- 1974 Język poetycki Mirona Białoszewskiego
- 1977 Ja wiem, że to niesłuszne. Wiersze z lat 1975-1976
- 1978 Sztuczne oddychanie
- 1979 Etyka i poetyka. Szkice
- 1980 Knebel i słowo. O literaturze krajowej w latach siedemdziesiątych
- 1980 Tryptyk z betonu, zmęczenia i śniegu
- 1981 Wiersze prawie zebrane
- 1981 Książki najgorsze
- 1981 Dziennik poranny. Poezje 1967-1981
- 1981 Bo tylko ten świat bólu…
- 1983 Czytelnik ubezwłasnowolniony. Perswazje w masowej kulturze literackiej PRL
- 1984 Uciekinier z Utopii. O poezji Zbigniewa Herberta
- 1986 Atlantyda i inne wiersze z lat 1981-1985
- 1988 Przed i po. Szkice o poezji krajowej przełomu lat siedemdziesiątych i osiemdziesiątych
- 1988 Widokówka z tego świata i inne rymy z lat 1986-1988
- 1990 Tablica z Macondo, albo osiemnaście prób wytłumaczenia sobie i innym po co i dlaczego się pisze
- 1991 Biografioły
- 1991 159 wierszy. 1968-1988
- 1994 Podróż zimowa
- 1995 Pegaz zdębiał
- 1996 Poezja i duch Uogólnienia.Wybór esejów 1970-1995
- 1998 Chirurgiczna precyzja
- 1998 Geografioły